# Костел Пресвятої Трійці (Бурштин)
Костел Пресвятої Трійці — римо-католицький храм у місті Бурштині Івано-Франківської області. Розташований за адресою: Бандери, 64.

## Історія
Зведений у 1770—1774 роках на місці дерев'яного храму, спорудженого Павлом Беное 1740 року.
До 1784 року належав ченцям ордену тринітаріїв. Надалі перейшов у власність бурштинської римо-католицької плебанії.
Освячення храму відбулося аж у 1774 р. У 1800 р. над входом було прибудовано вежу і костел остаточно набув сучасного вигляду. У 1915 р. дуже сильно обгорів дах храму. Та найбільше постраждала споруда під час пожежі 12 квітня 1920 р.
З 1946 по 1992 рік храм був закритий.
У 1951 р. костел було закрито і перепрофільовано під бібліотеку і спортзал школи, а у 80-х роках місцева влада передала костел рибтресту для використання під склад комбікормів.
1991 р. святиню повернено римо-католицькій громаді. Після ремонту й оновлення інтер'єру костел став використовуватися за первісним призначенням. В інтер'єрі збереглись бароковий головний вівтар, декілька скульптур і частина стінопису XVIII ст., на якому представлено викуп тринітаріями християн з татарської неволі (під час ремонту стінопис був міцно перемальований).